# Urbanice (district de Pardubice)
Pour les articles homonymes, voir Urbanice.
Urbanice (en allemand : Urbanitz) est une commune du district et de la région de Pardubice, en République tchèque. Sa population s'élevait à 65 habitants en 2024.

## Géographie
Urbanice se trouve à 8 km au sud de Přelouč, à 17 km au sud-ouest de Pardubice, à 33 km au sud-ouest de Hradec Králové et à 82 km à l'est de Prague.
La commune est limitée par Lipoltice au nord, par Choltice à l'est, par Holotín et Turkovice au sud, et par Sovolusky à l'ouest.

## Histoire
La première mention écrite de la localité date de 1383.

## Transports
Par la route, Urbanice se trouve à 9 km de Heřmanův Městec, à 21 km de Pardubice et à 106 km de Prague. 